# Saison 2021 de la Súperliga Americana de Rugby
Navigation
2020 2022
La saison 2021 de la Súperliga Americana de Rugby est la 2e édition de la compétition qui se déroule du 16 mars au 15 mai 2021. Elle oppose 6 équipes représentatives d'Amérique du Sud.

## Contexte

### Equipes
La franchise argentine des Ceibos est remplacée par les Jaguares XV, transfuges du Super Rugby.
La franchise brésilienne adopte un nouveau nom, délaissant les Corinthians pour devenir les Cobras.
La franchise colombienne des Cafeteros Pro devient une équipe à part entière, et prendra bien part à la totalité de la saison, contrairement à la saison précédente où elle ne devait jouer que des matchs de classement.

### Impact de la pandémie de Covid-19
À cause de la pandémie de Covid-19, le championnat va se dérouler sous bulles sanitaires, dans trois sites où les équipes seront regroupées. Les deux premières journées seront organisées à l'Estadio Municipal de La Pintana (es), dans l'agglomération de Santiago. Les trois journées suivantes se tiendront à l'Estadio Elías Figueroa Brander de Valparaíso, mais les équipes seront toujours logées à Santiago. Enfin les équipes partiront en Uruguay pour les phases finales, au stade Charrúa de Montevideo.
Finalement, il est annoncé en cours de saison que les 4e et 5e journées ne se tiendront pas à Valparaíso, mais bien à Santiago, au Stade national.

## Liste des équipes en compétition
| Équipe        |
| ------------- |
| Cafeteros Pro |
| Jaguares XV   |
| Cobras        |
| Olimpia Lions |
| Peñarol Rugby |
| Selknam       |

## Résumé des résultats

### Classement de la phase régulière
| Rang | Club      | J  | V  | N | D  | Pm  | Pe  | Diff | Pts |
| ---- | --------- | -- | -- | - | -- | --- | --- | ---- | --- |
| 1    | Jaguares  | 10 | 10 | 0 | 0  | 571 | 137 | +434 | 50  |
| 2    | Peñarol   | 10 | 7  | 0 | 3  | 279 | 210 | +69  | 31  |
| 3    | Selknam   | 10 | 5  | 0 | 5  | 278 | 270 | +8   | 26  |
| 4    | Olimpia   | 10 | 5  | 0 | 5  | 253 | 324 | -71  | 23  |
| 5    | Cobras    | 10 | 3  | 0 | 7  | 154 | 332 | -178 | 14  |
| 6    | Cafeteros | 10 | 0  | 0 | 10 | 167 | 429 | -262 | 5   |

|  | Qualifiés pour les demi finales (no 1, no 2, no 3, no 4) |

## Résultats détaillés

### Phase régulière
L'équipe qui reçoit est indiquée dans la colonne de gauche.	
| Clubs         | CAF   | COB   | JAG   | OLI   | PEN   | SEL   |
| ------------- | ----- | ----- | ----- | ----- | ----- | ----- |
| Cafeteros Pro |       | 14-22 | 7-80  | 33-51 | 13-14 | 11-42 |
| Cobras        | 30-14 |       | 12-62 | 8-44  | 24-33 | 21-20 |
| Jaguares      | 71-28 | 20-0  |       | 40-26 | 46-17 | 68-8  |
| Olimpia Lions | 39-32 | 19-15 | 13-77 |       | 10-29 | 16-29 |
| Peñarol Rugby | 54-3  | 40-12 | 18-42 | 40-11 |       | 26-22 |
| Selknam       | 35-12 | 66-10 | 8-65  | 21-24 | 27-17 |       |

|  | Victoire à domicile |  | Match nul |  | Défaite à domicile |

## Phase finale
|  | Demi-finales | Demi-finales | Demi-finales | Demi-finales |          |          | Finale | Finale | Finale | Finale |
|  |              |              |              |              |          |          |        |        |        |        |
|  |              |              |              |              |          |          |        |        |        |        |
|  | Jaguares     | Jaguares     | 29           | 29           |          |          |        |        |        |        |
|  | Jaguares     | Jaguares     | 29           | 29           |          |          |        |        |        |        |
|  | Olimpia      | Olimpia      | 17           | 17           |          |          |        |        |        |        |
|  | Olimpia      | Olimpia      | 17           | 17           | Jaguares | Jaguares | 36     | 36     |        |        |
|  |              |              |              |              | Jaguares | Jaguares | 36     | 36     |        |        |
|  |              |              | Peñarol      | Peñarol      | 28       | 28       |        |        |        |        |
|  | Peñarol      | Peñarol      | Peñarol      | Peñarol      | 28       | 28       | 17     | 17     |        |        |
|  | Peñarol      | Peñarol      |              |              |          |          |        | 17     |        |        |
|  | Selknam      | Selknam      | 14           | 14           |          |          |        |        |        |        |
|  | Selknam      | Selknam      | 14           | 14           |          |          |        |        |        |        |

### Résultats détaillés

#### Demi-finales
| 8 mai 2021 | Jaguares | 29-17 (7-3) | Olimpia | Stade Charrúa, Montevideo |
| 8 mai 2021 | Essai(s) : 4 Minervino (17e), Bavaro (43e, 67e), Albornoz (46e) Transformation(s) : 3 Albornoz (17e, 43e, 46e) Pénalité(s) : 1 Albornoz (54e) |             | Essai(s) : 2 Gómez Vara (63e), Repetto (75e) Transformation(s) : 2 Ledesma (63e, 75e) Pénalité(s) : 1 Ledesma (8e) | Stade Charrúa, Montevideo |
| 8 mai 2021 | |             | | Stade Charrúa, Montevideo |

| 8 mai 2021 | Peñarol | 17-14 (17-0) | Selknam                                                                           | Stade Charrúa, Montevideo |
| 8 mai 2021 | Essai(s) : 2 Roura (15e), Inciarte (30e) Transformation(s) : 2 Roger (15e, 31e) Pénalité(s) : 1 Roger (8e) Carton(s) rouge(s) : 1 Favaro (69e) |              | Essai(s) : 2 Dittus (51e), Portillo (64e) Transformation(s) : 2 Videla (52e, 64e) | Stade Charrúa, Montevideo |
| 8 mai 2021 | |              |                                                                                   | Stade Charrúa, Montevideo |

#### Finale
| 15 mai 2021 | Jaguares | 36-28 (12-3) | Peñarol | Stade Charrúa, Montevideo |
| 15 mai 2021 | Essai(s) : 6 Cubilla (23e, 50e, 79e), Daireaux (31e), Segura (53e, essai de pénalité (71e) Transformation(s) : 2 Albornoz (32e, 79e) |              | Essai(s) : 3 Amaya (54e), Vilaseca (63e), Gattas (80e) Transformation(s) : 2 Roger (55e, 64e) Pénalité(s) : 3 Roger (20e, 42e, 75e) Carton(s) jaune(s) : 1 Pomponio (69e) | Stade Charrúa, Montevideo |
| 15 mai 2021 | |              | | Stade Charrúa, Montevideo |

| Titulaires · Juan Bautista Daireaux 15 · Sebastián Cancelliere 14 · Agustín Segura 13 · Juan Pablo Castro 12 · Tomás Cubilla 11 · Tomás Albornoz 10 · Felipe Ezcurra 09 · Francisco Gorrissen 08 · Juan Martín González 07 · Lautaro Bavaro 06 · Franco Molina 05 · Federico Gutiérrez 04 · Juan Pablo Zeiss 03 · Martín Vaca 02 · Federico Wegrzyn 01 · Remplaçants · Ignacio Ruiz 16 · Francisco Minervino 17 · Joel Sclavi 18 · Tomás Bernasconi 19 · Joaquín Oviedo 20 · Teo Castiglioni 21 · Martín Elías 22 · Gerónimo Prisciantelli 23 · |  | Titulaires · 15 Baltazar Amaya · 14 Juan Manuel Alonso · 13 Tomás Inciarte · 12 Andrés Vilaseca · 11 Nicolás Freitas · 10 Martín Roger · 90 Manuel Nogués · 80 Conrado Roura · 70 Santiago Civetta · 60 Manuel Ardao · 50 Nahuel Milan · 40 Felipe Aliaga · 30 Diego Arbelo · 20 Guillermo Pujadas · 10 Juan Echeverria · Remplaçants · 16 Facundo Gattas · 17 Facundo Pomponio · 18 Matías Benítez · 19 Eric Dosantos · 20 Juan Marcos Chamyan · 21 Carlos Deus · 22 Felipe Arcos Pérez · 23 José Iruleguy · |

## Statistiques

### Meilleurs réalisateurs
| Rang | Joueur                | Club          | Poste                    | Points | Essais | Transf. | Pén. | Drop |
| ---- | --------------------- | ------------- | ------------------------ | ------ | ------ | ------- | ---- | ---- |
| 1    | Martín Roger Farias   | Peñarol Rugby | Demi d'ouverture         | 118    | 0      | 1       | 24   | 0    |
| 2    | Maximo Ledesma        | Olimpia Lions | Demi d'ouverture         | 108    | 0      | 15      | 26   | 0    |
| 3    | Tomás Albornoz        | Jaguares XV   | Demi d'ouverture         | 105    | 6      | 36      | 1    | 0    |
| 4    | Martín Elías          | Jaguares XV   | Demi d'ouverture         | 75     | 1      | 29      | 4    | 0    |
| 5    | Santiago Videla       | Selknam       | Centre, demi d'ouverture | 67     | 0      | 20      | 9    | 0    |
| 6    | Sebastián Cancelliere | Jaguares XV   | Ailier                   | 65     | 13     | 0       | 0    | 0    |
| 7    | Moisés Duque          | Cobras        | Centre, demi d'ouverture | 47     | 3      | 9       | 6    | 2    |
| 8    | Tomás Cubilla         | Jaguares XV   | Centre, ailier           | 45     | 9      | 0       | 0    | 0    |
| 9    | Patricio Baronio      | Selknam       | Demi de mêlée            | 38     | 3      | 1       | 5    | 0    |
| 10   | Juan Martín González  | Jaguares XV   | Troisième ligne          | 35     | 7      | 0       | 0    | 0    |
| 10   | Matias Garafulic      | Selknam       | Ailier                   | 35     | 7      | 0       | 0    | 0    |

### Meilleurs marqueurs
Classement des meilleurs marqueurs — Mis à jour le 18 mai 2021
| Rang | Joueur                | Club          | Poste             | Essais |
| ---- | --------------------- | ------------- | ----------------- | ------ |
| 1    | Sebastián Cancelliere | Jaguares XV   | Ailier            | 13     |
| 2    | Tomás Cubilla         | Jaguares XV   | Centre, ailier    | 9      |
| 3    | Juan Martín González  | Jaguares XV   | Troisième ligne   | 7      |
| 3    | Matias Garafulic      | Selknam       | Ailier            | 7      |
| 5    | Martin Cancelliere    | Jaguares XV   | Ailier            | 6      |
| 5    | Tomás Cubilla         | Jaguares XV   | Demi d'ouverture  | 6      |
| 5    | Facundo Gattas        | Peñarol Rugby | Talonneur, pilier | 6      |
| 8    | Joaquín Oviedo        | Jaguares XV   | Troisième ligne   | 5      |
| 8    | Guillermo Pujadas     | Peñarol Rugby | Talonneur         | 5      |
| 9    | 6 joueurs             | 6 joueurs     | 6 joueurs         | 4      |